# Tunel Omega
Tunel Omega byl čtyřdílný televizní sci-fi seriál, pojmenovaný podle mlhoviny M 17 Omega v souhvězdí Střelce (kam se jeho hrdinové prostřednictvím černé díry nedobrovolně přepravili), který se v České televizi vysílal v odpoledním čase v roce 1983. Jednalo se o experimentální projekt Hlavní redakce vzdělávacích programů Slovenské televize v Bratislavě, vedené tehdejším šéfredaktorem Jánem Slovákem, který měl zejména mladé diváky touto dramatickou formou více získat pro problematiku záhad vesmíru. (Seriál tak námětově předstihl americký sci-fi film Hvězdná brána z roku 1994 a navazující legendární stejnojmenný televizní americko-kanadský sci-fi seriál, v anglické verzi Stargate SG-1, vysílaný v letech 1997 až 2007 a dále). Stejná redakce odvysílala populární několik let trvající astronomický seriál Okna vesmíru dokořán s Dr. Jiřím Grygarem - na obrazovkách od 29.10.1981, scénář Dr. Vladimír Železný, dramaturg Dr. Jaroslav Čorba.
Dvojroli mimopozemšťana a současně "muže z lomu" (Karol) zde mistrovsky sehrál Bořivoj Navrátil. Dále v hlavních rolích seriálu hráli čeští herci Jiří Bartoška, Ivan Luťanský a Jarmila Švehlová a slovenští herci Milan Kňažko a Judita Vargová. Natáčelo se v jeskyních Českého krasu poblíž Berouna, Koněpruských jeskyních, v Macoše a v lomu Amerika na Berounsku.

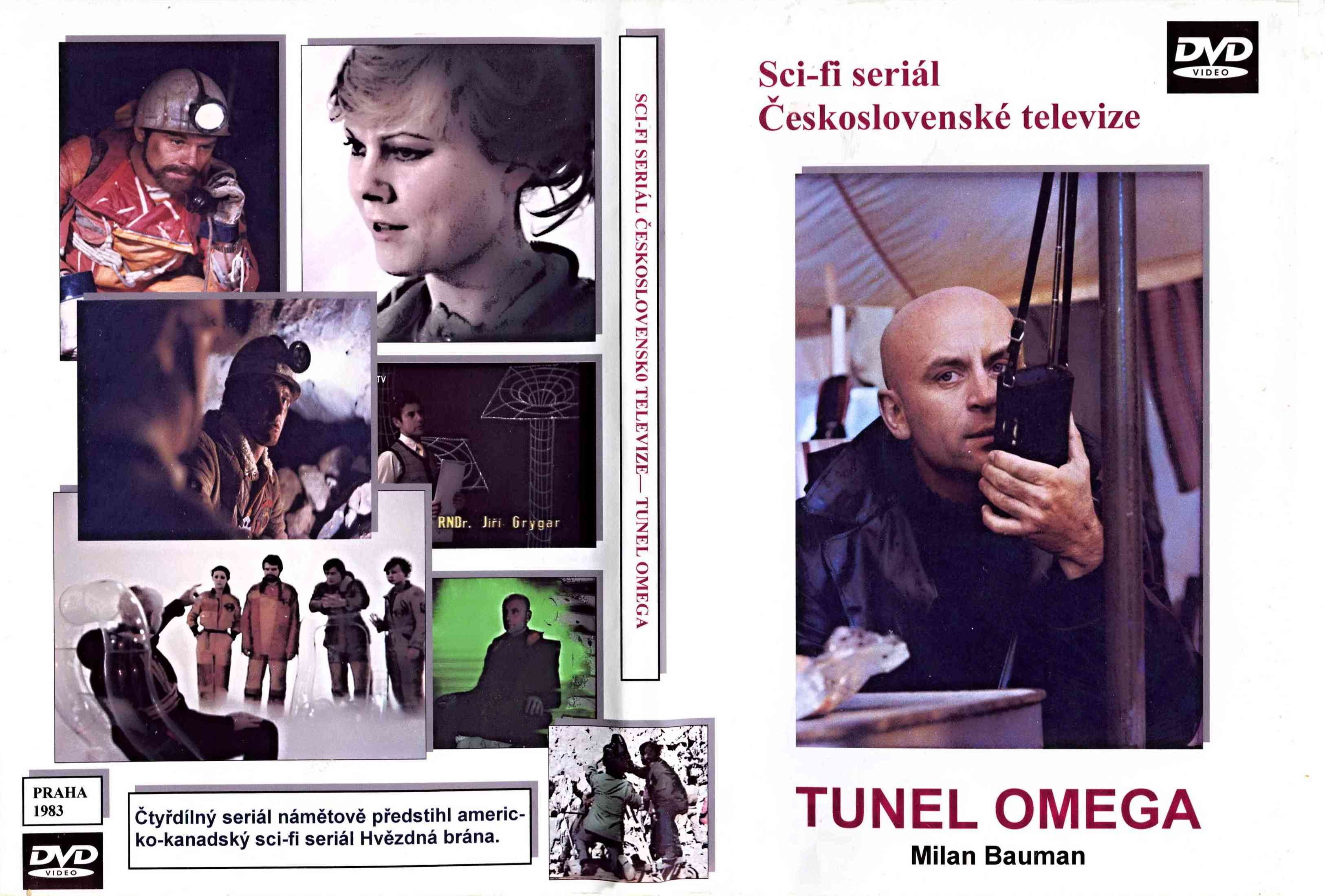

Seriál s hlavními třemi díly Propast, Past a Kontakt, v jehož závěru se v reminiscencích filmových sci-fi sekvencí k danému tématu v besedě ve Filmových ateliérech v Praze-Hostivaři vyjadřovali v samostatné čtvrté části Konfrontace vědci RNDr.Jiří Grygar, prof. Rudolf Pešek, RNDr.Igor Kapišinský, RNDr. Katerina Maštenová a RNDr.Vlastimil Liebl, ale i hlavní herečtí protagonisté Tibor, Peter, Irena a Renata, byl jako nový neotřelý nápad dobře přijat televizní kritikou. Vysílal se však shodou okolností v době, kdy na dalším programu televize probíhalo Mistrovství světa ve fotbale a byl "zastíněn" i dalším sci-fi seriálem Návštěvníci, který byl zařazen v hlavním večerním vysílacím čase.
Autorem námětu a scénářů TV sci-fi seriálu Tunel Omega byl PhDr. Milan Bauman, dramaturgem Edgar Dutka. Režisér Miroslav Sobota, kamera Jan Malíř, 2. kameraman Ivan Skopec, střih Ludvík Pavlíček, vedoucí výroby Karel Kvítek, scéna arch. Jindřich Goetz, zvuk Zbyněk Mikulík, hudební spolupráce ing. Otto Bartoň, maskér Jiří Budín, návrh kostýmů Milan Čorba (a další členové štábu). Odbornou spolupráci zajišťovali Dr. Rudolf Prokop a Dr. Josef Beneš z Národního muzea v Praze a v seriálu si rovněž zahráli aktivní speleolog RNDr. Jaroslav Hromas z tehdejšího Státního ústavu památkové péče a ochrany přírody, (nyní ředitel Správy jeskyní ČR) a speleolog Pavel Nosek. Scénáře byly dokončeny a předány k realizaci v Krátkém filmu Praha v září 1981. Ve Slovenské televizi byl vysílán v roce 1992 a byl dabován do slovenštiny.
Seriál inspiroval hudební skupinu "Lety mimo" (založené v roce 1990) ke složení a interpretaci písničky s názvem "Omega".